# Пляжний волейбол на літніх Олімпійських іграх 2024 — жіночий турнір
Жіночий турнір з пляжного волейболу на літніх Олімпійських іграх 2024 у Парижі тривав з 27 липня до 9 серпня на Марсовому полі. Змагалися 24 команди (48 спортсменок) з 17 країн.

## Розклад змагань
Змагання відбулися за таким розкладом:
| ГЕ | Груповий етап | LL | Плей-оф лакі-лузерів | 1/8 | 1/8 фіналу | ¼ | Чвертьфінали | ½ | Півфінали | Б | Матч за бронзову медаль | Ф | Фінал |

| Суб 27 | Нед 28 | Пон 29 | Вів 30 | Сер 31 | Чет 1 | П'ят 2 | Суб 3 | Суб 3 | Нед 4 | Пон 5 | Вів 6 | Сер 7 | Чет 8 | П'ят 9 | П'ят 9 |
| ------ | ------ | ------ | ------ | ------ | ----- | ------ | ----- | ----- | ----- | ----- | ----- | ----- | ----- | ------ | ------ |
| ГЕ     | ГЕ     | ГЕ     | ГЕ     | ГЕ     | ГЕ    | ГЕ     | ГЕ    | LL    | 1⁄8   | 1⁄8   | ¼     | ¼     | ½     | Б      | Ф      |

## Рефері
Турнір судили рефері в такому складі:
- Освальдо Сумавіль
- Жизелі Амантіну
- Браян Гіберт
- Ван Ліцзюнь
- Хуан Карлос Сааведра
- Сільвен Друар
- Харалампос Пападогулас
- Давіде Крешентіні
- Маріко Сатомі
- Аґнєшка Мишковська
- Руй Карвалью
- Жан Мукундіякурі
- Роберт Леко
- Джованні Бейк
- Хосе Марія Падрон
- Брігем Біті

## Попередній раунд
Розклад оголошено 4 липня 2024.
Вказано центральноєвропейський літній час (UTC+2).

### Група A
| Поз | Team                         | Pld | W | L | Pts | SW | SL | SR    | SPW | SPL | SPR   | Кваліфікація |
| --- | ---------------------------- | --- | - | - | --- | -- | -- | ----- | --- | --- | ----- | ------------ |
| 1   | Ана Патрісія – Дуда (BRA)    | 3   | 3 | 0 | 6   | 6  | 0  | MAX   | 126 | 85  | 1,482 | 1/8 фіналу   |
| 2   | Ліліана – Паула (ESP)        | 3   | 2 | 1 | 5   | 4  | 3  | 1,333 | 116 | 131 | 0,885 | 1/8 фіналу   |
| 3   | Готтарді – Менегатті (ITA)   | 3   | 1 | 2 | 4   | 3  | 4  | 0,750 | 126 | 117 | 1,077 | 1/8 фіналу   |
| 4   | Абдельхаді – Ельгобаші (EGY) | 3   | 0 | 3 | 3   | 0  | 6  | 0,000 | 91  | 126 | 0,722 |              |

| 28 липня 2024 09:00 | Готтарді – Менегатті | 1–2 | Ліліана – Паула | Стадіон Ейфелевої вежі на Марсовому полі, Париж Attendance: 8,550 Referee(s): Джованні Бейк (RSA), Руй Карвалью (POR) Report(s): https://www.fivb.org/vis2009/getdocument.asmx?no=256691000 |
| 28 липня 2024 09:00 | (22–24, 21–9, 14–16) |     |                 | Стадіон Ейфелевої вежі на Марсовому полі, Париж Attendance: 8,550 Referee(s): Джованні Бейк (RSA), Руй Карвалью (POR) Report(s): https://www.fivb.org/vis2009/getdocument.asmx?no=256691000 |

| 28 липня 2024 16:00 | Ана Патрісія – Дуда | 2–0 | Абдельхаді – Ельгобаші | Стадіон Ейфелевої вежі на Марсовому полі, Париж Attendance: 10,767 Referee(s): Маріко Сатомі (JPN), Давіде Крешентіні (ITA) Report(s): https://www.fivb.org/vis2009/getdocument.asmx?no=256691148 |
| 28 липня 2024 16:00 | (21–14, 21–19)      |     |                        | Стадіон Ейфелевої вежі на Марсовому полі, Париж Attendance: 10,767 Referee(s): Маріко Сатомі (JPN), Давіде Крешентіні (ITA) Report(s): https://www.fivb.org/vis2009/getdocument.asmx?no=256691148 |

| 30 липня 2024 11:00 | Готтарді – Менегатті | 2–0 | Абдельхаді – Ельгобаші | Стадіон Ейфелевої вежі на Марсовому полі, Париж Attendance: 10,566 Referee(s): Джованні Бейк (RSA), Аґнєшка Мишковська (POL) Report(s): https://www.fivb.org/vis2009/getdocument.asmx?no=256691457 |
| 30 липня 2024 11:00 | (21–16, 21–10)       |     |                        | Стадіон Ейфелевої вежі на Марсовому полі, Париж Attendance: 10,566 Referee(s): Джованні Бейк (RSA), Аґнєшка Мишковська (POL) Report(s): https://www.fivb.org/vis2009/getdocument.asmx?no=256691457 |

| 30 липня 2024 21:00 | Ана Патрісія – Дуда | 2–0 | Ліліана – Паула | Стадіон Ейфелевої вежі на Марсовому полі, Париж Attendance: 10,760 Referee(s): Хуан Сааведра (COL), Сільвен Друар (FRA) Report(s): https://www.fivb.org/vis2009/getdocument.asmx?no=256691605 |
| 30 липня 2024 21:00 | (21–12, 21–13)      |     |                 | Стадіон Ейфелевої вежі на Марсовому полі, Париж Attendance: 10,760 Referee(s): Хуан Сааведра (COL), Сільвен Друар (FRA) Report(s): https://www.fivb.org/vis2009/getdocument.asmx?no=256691605 |

| 1 серпня 2024 11:00 | Ліліана – Паула | 2–0 | Абдельхаді – Ельгобаші | Стадіон Ейфелевої вежі на Марсовому полі, Париж Attendance: 10,455 Referee(s): Сільвен Друар (FRA), Аґнєшка Мишковська (POL) Report(s): https://www.fivb.org/vis2009/getdocument.asmx?no=256691970 |
| 1 серпня 2024 11:00 | (21–18, 21–14)  |     |                        | Стадіон Ейфелевої вежі на Марсовому полі, Париж Attendance: 10,455 Referee(s): Сільвен Друар (FRA), Аґнєшка Мишковська (POL) Report(s): https://www.fivb.org/vis2009/getdocument.asmx?no=256691970 |

| 1 серпня 2024 20:00 | Ана Патрісія – Дуда | 2–0 | Готтарді – Менегатті | Стадіон Ейфелевої вежі на Марсовому полі, Париж Attendance: 10,099 Referee(s): Браян Гіберт (CAN), Освальдо Сумавіль (ARG) Report(s): https://www.fivb.org/vis2009/getdocument.asmx?no=256692288 |
| 1 серпня 2024 20:00 | (21–17, 21–10)      |     |                      | Стадіон Ейфелевої вежі на Марсовому полі, Париж Attendance: 10,099 Referee(s): Браян Гіберт (CAN), Освальдо Сумавіль (ARG) Report(s): https://www.fivb.org/vis2009/getdocument.asmx?no=256692288 |

### Група B
| Поз | Team                   | Pld | W | L | Pts | SW | SL | SR    | SPW | SPL | SPR   | Кваліфікація |
| --- | ---------------------- | --- | - | - | --- | -- | -- | ----- | --- | --- | ----- | ------------ |
| 1   | Нусс – Клот (USA)      | 3   | 3 | 0 | 6   | 6  | 1  | 6,000 | 135 | 112 | 1,205 | 1/8 фіналу   |
| 2   | Маріафе – Кленсі (AUS) | 3   | 2 | 1 | 5   | 4  | 3  | 1,333 | 126 | 123 | 1,024 | 1/8 фіналу   |
| 3   | Сюе – Ся (CHN)         | 3   | 1 | 2 | 4   | 4  | 4  | 1,000 | 146 | 137 | 1,066 | 1/8 фіналу   |
| 4   | Банслі – Буковец (CAN) | 3   | 0 | 3 | 3   | 0  | 6  | 0,000 | 91  | 126 | 0,722 |              |

| 27 липня 2024 18:00 | Сюе – Ся              | 1–2 | Маріафе – Кленсі | Стадіон Ейфелевої вежі на Марсовому полі, Париж Attendance: 10,250 Referee(s): Освальдо Сумавіль (ARG), Аґнєшка Мишковська (POL) Report(s): https://www.fivb.org/vis2009/getdocument.asmx?no=256690441 |
| 27 липня 2024 18:00 | (20–22, 21–14, 14–16) |     |                  | Стадіон Ейфелевої вежі на Марсовому полі, Париж Attendance: 10,250 Referee(s): Освальдо Сумавіль (ARG), Аґнєшка Мишковська (POL) Report(s): https://www.fivb.org/vis2009/getdocument.asmx?no=256690441 |

| 27 липня 2024 22:00 | Нусс – Клот    | 2–0 | Банслі – Буковец | Стадіон Ейфелевої вежі на Марсовому полі, Париж Attendance: 10,314 Referee(s): Жизелі Амантіну (BRA), Маріко Сатомі (JPN) Report(s): https://www.fivb.org/vis2009/getdocument.asmx?no=256690704 |
| 27 липня 2024 22:00 | (21–17, 21–14) |     |                  | Стадіон Ейфелевої вежі на Марсовому полі, Париж Attendance: 10,314 Referee(s): Жизелі Амантіну (BRA), Маріко Сатомі (JPN) Report(s): https://www.fivb.org/vis2009/getdocument.asmx?no=256690704 |

| 29 липня 2024 11:00 | Сюе – Ся       | 2–0 | Банслі – Буковец | Стадіон Ейфелевої вежі на Марсовому полі, Париж Attendance: 10,580 Referee(s): Аґнєшка Мишковська (POL), Джованні Бейк (RSA) Report(s): https://www.fivb.org/vis2009/getdocument.asmx?no=256691302 |
| 29 липня 2024 11:00 | (21–15, 21–19) |     |                  | Стадіон Ейфелевої вежі на Марсовому полі, Париж Attendance: 10,580 Referee(s): Аґнєшка Мишковська (POL), Джованні Бейк (RSA) Report(s): https://www.fivb.org/vis2009/getdocument.asmx?no=256691302 |

| 29 липня 2024 22:00 | Нусс – Клот    | 2–0 | Маріафе – Кленсі | Стадіон Ейфелевої вежі на Марсовому полі, Париж Attendance: 10,237 Referee(s): Ван Ліцзюнь (CHN), Освальдо Сумавіль (ARG) Report(s): https://www.fivb.org/vis2009/getdocument.asmx?no=256691397 |
| 29 липня 2024 22:00 | (21–16, 21–16) |     |                  | Стадіон Ейфелевої вежі на Марсовому полі, Париж Attendance: 10,237 Referee(s): Ван Ліцзюнь (CHN), Освальдо Сумавіль (ARG) Report(s): https://www.fivb.org/vis2009/getdocument.asmx?no=256691397 |

| 1 серпня 2024 16:00 | Маріафе – Кленсі | 2–0 | Банслі – Буковец | Стадіон Ейфелевої вежі на Марсовому полі, Париж Attendance: 10,107 Referee(s): Жан Мукундіякурі (RWA), Ван Ліцзюнь (CHN) Report(s): https://www.fivb.org/vis2009/getdocument.asmx?no=256692155 |
| 1 серпня 2024 16:00 | (21–10, 21–16)   |     |                  | Стадіон Ейфелевої вежі на Марсовому полі, Париж Attendance: 10,107 Referee(s): Жан Мукундіякурі (RWA), Ван Ліцзюнь (CHN) Report(s): https://www.fivb.org/vis2009/getdocument.asmx?no=256692155 |

| 1 серпня 2024 22:00 | Нусс – Клот           | 2–1 | Сюе – Ся | Стадіон Ейфелевої вежі на Марсовому полі, Париж Attendance: 10,805 Referee(s): Хосе Падрон (ESP), Жизелі Амантіну (BRA) Report(s): https://www.fivb.org/vis2009/getdocument.asmx?no=256692321 |
| 1 серпня 2024 22:00 | (15–21, 21–16, 15–12) |     |          | Стадіон Ейфелевої вежі на Марсовому полі, Париж Attendance: 10,805 Referee(s): Хосе Падрон (ESP), Жизелі Амантіну (BRA) Report(s): https://www.fivb.org/vis2009/getdocument.asmx?no=256692321 |

### Група C
| Поз | Team                        | Pld | W | L | Pts | SW | SL | SR    | SPW | SPL | SPR   | Кваліфікація |
| --- | --------------------------- | --- | - | - | --- | -- | -- | ----- | --- | --- | ----- | ------------ |
| 1   | Г'юз – Ченґ (USA)           | 3   | 3 | 0 | 6   | 6  | 0  | MAX   | 128 | 100 | 1,280 | 1/8 фіналу   |
| 2   | Мюллер – Тілльманн (GER)    | 3   | 2 | 1 | 5   | 4  | 2  | 2,000 | 120 | 94  | 1,277 | 1/8 фіналу   |
| 3   | Германнова – Штохлова (CZE) | 3   | 1 | 2 | 4   | 2  | 5  | 0,400 | 107 | 127 | 0,843 | Лакі-лузери  |
| 4   | Вієйра – Шамеро (FRA)       | 3   | 0 | 3 | 3   | 1  | 6  | 0,167 | 106 | 140 | 0,757 |              |

| 28 липня 2024 12:00 | Мюллер – Тілльманн | 2–0 | Вієйра – Шамеро | Стадіон Ейфелевої вежі на Марсовому полі, Париж Attendance: 10,693 Referee(s): Харалампос Пападогулас (GRE), Хуан Сааведра (COL) Report(s): https://www.fivb.org/vis2009/getdocument.asmx?no=256690951 |
| 28 липня 2024 12:00 | (21–14, 21–12)     |     |                 | Стадіон Ейфелевої вежі на Марсовому полі, Париж Attendance: 10,693 Referee(s): Харалампос Пападогулас (GRE), Хуан Сааведра (COL) Report(s): https://www.fivb.org/vis2009/getdocument.asmx?no=256690951 |

| 28 липня 2024 22:00 | Г'юз – Ченґ    | 2–0 | Германнова – Штохлова | Стадіон Ейфелевої вежі на Марсовому полі, Париж Attendance: 10,598 Referee(s): Освальдо Сумавіль (ARG), Давіде Крешентіні (ITA) Report(s): https://www.fivb.org/vis2009/getdocument.asmx?no=256691218 |
| 28 липня 2024 22:00 | (21–16, 21–11) |     |                       | Стадіон Ейфелевої вежі на Марсовому полі, Париж Attendance: 10,598 Referee(s): Освальдо Сумавіль (ARG), Давіде Крешентіні (ITA) Report(s): https://www.fivb.org/vis2009/getdocument.asmx?no=256691218 |

| 31 липня 2024 11:00 | Мюллер – Тілльманн | 2–0 | Германнова – Штохлова | Стадіон Ейфелевої вежі на Марсовому полі, Париж Attendance: 10,643 Referee(s): Роберт Леко (SRB), Жан Мукундіякурі (RWA) Report(s): https://www.fivb.org/vis2009/getdocument.asmx?no=256691689 |
| 31 липня 2024 11:00 | (21–17, 21–9)      |     |                       | Стадіон Ейфелевої вежі на Марсовому полі, Париж Attendance: 10,643 Referee(s): Роберт Леко (SRB), Жан Мукундіякурі (RWA) Report(s): https://www.fivb.org/vis2009/getdocument.asmx?no=256691689 |

| 31 липня 2024 15:00 | Г'юз – Ченґ    | 2–0 | Вієйра – Шамеро | Стадіон Ейфелевої вежі на Марсовому полі, Париж Attendance: 9,777 Referee(s): Хосе Падрон (ESP), Аґнєшка Мишковська (POL) Report(s): https://www.fivb.org/vis2009/getdocument.asmx?no=256691728 |
| 31 липня 2024 15:00 | (21–16, 23–21) |     |                 | Стадіон Ейфелевої вежі на Марсовому полі, Париж Attendance: 9,777 Referee(s): Хосе Падрон (ESP), Аґнєшка Мишковська (POL) Report(s): https://www.fivb.org/vis2009/getdocument.asmx?no=256691728 |

| 2 серпня 2024 12:00 | Вієйра – Шамеро      | 1–2 | Германнова – Штохлова | Стадіон Ейфелевої вежі на Марсовому полі, Париж Attendance: 11,233 Referee(s): Роберт Леко (SRB), Руй Карвалью (POR) Report(s): https://www.fivb.org/vis2009/getdocument.asmx?no=256692508 |
| 2 серпня 2024 12:00 | (13–21, 21–18, 9–15) |     |                       | Стадіон Ейфелевої вежі на Марсовому полі, Париж Attendance: 11,233 Referee(s): Роберт Леко (SRB), Руй Карвалью (POR) Report(s): https://www.fivb.org/vis2009/getdocument.asmx?no=256692508 |

| 2 серпня 2024 22:00 | Г'юз – Ченґ    | 2–0 | Мюллер – Тілльманн | Стадіон Ейфелевої вежі на Марсовому полі, Париж Attendance: 10,891 Referee(s): Аґнєшка Мишковська (POL), Жизелі Амантіну (BRA) Report(s): https://www.fivb.org/vis2009/getdocument.asmx?no=256692788 |
| 2 серпня 2024 22:00 | (21–18, 21–18) |     |                    | Стадіон Ейфелевої вежі на Марсовому полі, Париж Attendance: 10,891 Referee(s): Аґнєшка Мишковська (POL), Жизелі Амантіну (BRA) Report(s): https://www.fivb.org/vis2009/getdocument.asmx?no=256692788 |

### Група D
| Поз | Team                   | Pld | W | L | Pts | SW | SL | SR    | SPW | SPL | SPR   | Кваліфікація |
| --- | ---------------------- | --- | - | - | --- | -- | -- | ----- | --- | --- | ----- | ------------ |
| 1   | Есме – Зое (SUI)       | 3   | 3 | 0 | 6   | 6  | 2  | 3,000 | 147 | 133 | 1,105 | 1/8 фіналу   |
| 2   | Тіна – Анастасія (LAT) | 3   | 2 | 1 | 5   | 4  | 2  | 2,000 | 114 | 110 | 1,036 | 1/8 фіналу   |
| 3   | Мелісса – Бренді (CAN) | 3   | 1 | 2 | 4   | 3  | 4  | 0,750 | 126 | 120 | 1,050 | Лакі-лузери  |
| 4   | Полетті – Мішель (PAR) | 3   | 0 | 3 | 3   | 1  | 6  | 0,167 | 116 | 140 | 0,829 |              |

| 29 липня 2024 15:00 | Мелісса – Бренді | 2–0 | Полетті – Мішель | Стадіон Ейфелевої вежі на Марсовому полі, Париж Attendance: 9,689 Referee(s): Жан Мукундіякурі (RWA), Харалампос Пападогулас (GRE) Report(s): https://www.fivb.org/vis2009/getdocument.asmx?no=256691338 |
| 29 липня 2024 15:00 | (21–16, 21–12)   |     |                  | Стадіон Ейфелевої вежі на Марсовому полі, Париж Attendance: 9,689 Referee(s): Жан Мукундіякурі (RWA), Харалампос Пападогулас (GRE) Report(s): https://www.fivb.org/vis2009/getdocument.asmx?no=256691338 |

| 29 липня 2024 17:00 | Тіна – Анастасія | 0–2 | Есме – Зое | Стадіон Ейфелевої вежі на Марсовому полі, Париж Attendance: 10,834 Referee(s): Сільвен Друар (FRA), Маріко Сатомі (JPN) Report(s): https://www.fivb.org/vis2009/getdocument.asmx?no=256691356 |
| 29 липня 2024 17:00 | (15–21, 14–21)   |     |            | Стадіон Ейфелевої вежі на Марсовому полі, Париж Attendance: 10,834 Referee(s): Сільвен Друар (FRA), Маріко Сатомі (JPN) Report(s): https://www.fivb.org/vis2009/getdocument.asmx?no=256691356 |

| 31 липня 2024 12:00 | Тіна – Анастасія | 2–0 | Полетті – Мішель | Стадіон Ейфелевої вежі на Марсовому полі, Париж Attendance: 10,738 Referee(s): Маріко Сатомі (JPN), Джованні Бейк (RSA) Report(s): https://www.fivb.org/vis2009/getdocument.asmx?no=256691711 |
| 31 липня 2024 12:00 | (21–19, 21–15)   |     |                  | Стадіон Ейфелевої вежі на Марсовому полі, Париж Attendance: 10,738 Referee(s): Маріко Сатомі (JPN), Джованні Бейк (RSA) Report(s): https://www.fivb.org/vis2009/getdocument.asmx?no=256691711 |

| 31 липня 2024 21:30 | Мелісса – Бренді      | 1–2 | Есме – Зое | Стадіон Ейфелевої вежі на Марсовому полі, Париж Attendance: 10,105 Referee(s): Жизелі Амантіну (BRA), Брігем Біті (USA) Report(s): https://www.fivb.org/vis2009/getdocument.asmx?no=256691812 |
| 31 липня 2024 21:30 | (18–21, 21–13, 11–15) |     |            | Стадіон Ейфелевої вежі на Марсовому полі, Париж Attendance: 10,105 Referee(s): Жизелі Амантіну (BRA), Брігем Біті (USA) Report(s): https://www.fivb.org/vis2009/getdocument.asmx?no=256691812 |

| 3 серпня 2024 11:00 | Есме – Зое            | 2–1 | Полетті – Мішель | Стадіон Ейфелевої вежі на Марсовому полі, Париж Attendance: 10,721 Referee(s): Сільвен Друар (FRA), Маріко Сатомі (JPN) Report(s): https://www.fivb.org/vis2009/getdocument.asmx?no=256692929 |
| 3 серпня 2024 11:00 | (23–21, 18–21, 15–12) |     |                  | Стадіон Ейфелевої вежі на Марсовому полі, Париж Attendance: 10,721 Referee(s): Сільвен Друар (FRA), Маріко Сатомі (JPN) Report(s): https://www.fivb.org/vis2009/getdocument.asmx?no=256692929 |

| 3 серпня 2024 17:00 | Мелісса – Бренді | 0–2 | Тіна – Анастасія | Стадіон Ейфелевої вежі на Марсовому полі, Париж Attendance: 10,659 Referee(s): Жан Мукундіякурі (RWA), Хуан Сааведра (COL) Report(s): https://www.fivb.org/vis2009/getdocument.asmx?no=256693108 |
| 3 серпня 2024 17:00 | (14–21, 20–22)   |     |                  | Стадіон Ейфелевої вежі на Марсовому полі, Париж Attendance: 10,659 Referee(s): Жан Мукундіякурі (RWA), Хуан Сааведра (COL) Report(s): https://www.fivb.org/vis2009/getdocument.asmx?no=256693108 |

### Група E
| Поз | Team                        | Pld | W | L | Pts | SW | SL | SR    | SPW | SPL | SPR   | Кваліфікація |
| --- | --------------------------- | --- | - | - | --- | -- | -- | ----- | --- | --- | ----- | ------------ |
| 1   | Карол – Барбара (BRA)       | 3   | 3 | 0 | 6   | 6  | 1  | 6,000 | 140 | 113 | 1,239 | 1/8 фіналу   |
| 2   | Стам – Схон (NED)           | 3   | 2 | 1 | 5   | 5  | 2  | 2,500 | 139 | 122 | 1,139 | 1/8 фіналу   |
| 3   | Акіко – Ішії (JPN)          | 3   | 1 | 2 | 4   | 2  | 4  | 0,500 | 103 | 100 | 1,030 | Лакі-лузери  |
| 4   | Паулікєне – Раупеліте (LTU) | 3   | 0 | 3 | 3   | 0  | 6  | 0,000 | 79  | 126 | 0,627 |              |

| 28 липня 2024 11:00 | Карол – Барбара | 2–0 | Акіко – Ішії | Стадіон Ейфелевої вежі на Марсовому полі, Париж Attendance: 10,656 Referee(s): Аґнєшка Мишковська (POL), Хосе Падрон (ESP) Report(s): https://www.fivb.org/vis2009/getdocument.asmx?no=256690899 |
| 28 липня 2024 11:00 | (21–12, 21–19)  |     |              | Стадіон Ейфелевої вежі на Марсовому полі, Париж Attendance: 10,656 Referee(s): Аґнєшка Мишковська (POL), Хосе Падрон (ESP) Report(s): https://www.fivb.org/vis2009/getdocument.asmx?no=256690899 |

| 28 липня 2024 15:00 | Стам – Схон    | 2–0 | Паулікєне – Раупеліте | Стадіон Ейфелевої вежі на Марсовому полі, Париж Attendance: 10,282 Referee(s): Руй Карвалью (POR), Жан Мукундіякурі (RWA) Report(s): https://www.fivb.org/vis2009/getdocument.asmx?no=256691099 |
| 28 липня 2024 15:00 | (21–19, 21–17) |     |                       | Стадіон Ейфелевої вежі на Марсовому полі, Париж Attendance: 10,282 Referee(s): Руй Карвалью (POR), Жан Мукундіякурі (RWA) Report(s): https://www.fivb.org/vis2009/getdocument.asmx?no=256691099 |

| 30 липня 2024 16:00 | Карол – Барбара | 2–0 | Паулікєне – Раупеліте | Стадіон Ейфелевої вежі на Марсовому полі, Париж Attendance: 10,795 Referee(s): Давіде Крешентіні (ITA), Ван Ліцзюнь (CHN) Report(s): https://www.fivb.org/vis2009/getdocument.asmx?no=256691542 |
| 30 липня 2024 16:00 | (21–13, 21–14)  |     |                       | Стадіон Ейфелевої вежі на Марсовому полі, Париж Attendance: 10,795 Referee(s): Давіде Крешентіні (ITA), Ван Ліцзюнь (CHN) Report(s): https://www.fivb.org/vis2009/getdocument.asmx?no=256691542 |

| 30 липня 2024 22:00 | Стам – Схон    | 2–0 | Акіко – Ішії | Стадіон Ейфелевої вежі на Марсовому полі, Париж Attendance: 10,828 Referee(s): Жизелі Амантіну (BRA), Ван Ліцзюнь (CHN) Report(s): https://www.fivb.org/vis2009/getdocument.asmx?no=256691624 |
| 30 липня 2024 22:00 | (21–16, 21–14) |     |              | Стадіон Ейфелевої вежі на Марсовому полі, Париж Attendance: 10,828 Referee(s): Жизелі Амантіну (BRA), Ван Ліцзюнь (CHN) Report(s): https://www.fivb.org/vis2009/getdocument.asmx?no=256691624 |

| 2 серпня 2024 09:00 | Паулікєне – Раупеліте | 0–2 | Акіко – Ішії | Стадіон Ейфелевої вежі на Марсовому полі, Париж Attendance: 9,626 Referee(s): Джованні Бейк (RSA), Роберт Леко (SRB) Report(s): https://www.fivb.org/vis2009/getdocument.asmx?no=256692344 |
| 2 серпня 2024 09:00 | (11–21, 5–21)         |     |              | Стадіон Ейфелевої вежі на Марсовому полі, Париж Attendance: 9,626 Referee(s): Джованні Бейк (RSA), Роберт Леко (SRB) Report(s): https://www.fivb.org/vis2009/getdocument.asmx?no=256692344 |

| 2 серпня 2024 17:00 | Карол – Барбара       | 2–1 | Стам – Схон | Стадіон Ейфелевої вежі на Марсовому полі, Париж Attendance: 10,680 Referee(s): Ван Ліцзюнь (CHN), Хосе Падрон (ESP) Report(s): https://www.fivb.org/vis2009/getdocument.asmx?no=256692695 |
| 2 серпня 2024 17:00 | (16–21, 21–17, 19–17) |     |             | Стадіон Ейфелевої вежі на Марсовому полі, Париж Attendance: 10,680 Referee(s): Ван Ліцзюнь (CHN), Хосе Падрон (ESP) Report(s): https://www.fivb.org/vis2009/getdocument.asmx?no=256692695 |

### Група F
| Поз | Team                    | Pld | W | L | Pts | SW | SL | SR    | SPW | SPL | SPR   | Кваліфікація |
| --- | ----------------------- | --- | - | - | --- | -- | -- | ----- | --- | --- | ----- | ------------ |
| 1   | Гюберлі – Бечарт (SUI)  | 3   | 3 | 0 | 6   | 6  | 0  | MAX   | 126 | 74  | 1,703 | 1/8 фіналу   |
| 2   | Альварес – Морено (ESP) | 3   | 2 | 1 | 5   | 4  | 2  | 2,000 | 115 | 104 | 1,106 | 1/8 фіналу   |
| 3   | Пласетт – Рішар (FRA)   | 3   | 1 | 2 | 4   | 2  | 4  | 0,500 | 89  | 118 | 0,754 | Лакі-лузери  |
| 4   | Людвіґ – Ліппманн (GER) | 3   | 0 | 3 | 3   | 0  | 6  | 0,000 | 93  | 127 | 0,732 |              |

| 29 липня 2024 12:00 | Гюберлі – Бечарт | 2–0 | Альварес – Морено | Стадіон Ейфелевої вежі на Марсовому полі, Париж Attendance: 10,580 Referee(s): Роберт Леко (SRB), Руй Карвалью (POR) Report(s): https://www.fivb.org/vis2009/getdocument.asmx?no=256691311 |
| 29 липня 2024 12:00 | (21–12, 21–19)   |     |                   | Стадіон Ейфелевої вежі на Марсовому полі, Париж Attendance: 10,580 Referee(s): Роберт Леко (SRB), Руй Карвалью (POR) Report(s): https://www.fivb.org/vis2009/getdocument.asmx?no=256691311 |

| 29 липня 2024 21:00 | Пласетт – Рішар | 2–0 | Людвіґ – Ліппманн | Стадіон Ейфелевої вежі на Марсовому полі, Париж Attendance: 10,731 Referee(s): Жизелі Амантіну (BRA), Брігем Біті (USA) Report(s): https://www.fivb.org/vis2009/getdocument.asmx?no=256691380 |
| 29 липня 2024 21:00 | (21–14, 22–20)  |     |                   | Стадіон Ейфелевої вежі на Марсовому полі, Париж Attendance: 10,731 Referee(s): Жизелі Амантіну (BRA), Брігем Біті (USA) Report(s): https://www.fivb.org/vis2009/getdocument.asmx?no=256691380 |

| 31 липня 2024 10:00 | Гюберлі – Бечарт | 2–0 | Людвіґ – Ліппманн | Стадіон Ейфелевої вежі на Марсовому полі, Париж Attendance: 10,501 Referee(s): Аґнєшка Мишковська (POL), Руй Карвалью (POR) Report(s): https://www.fivb.org/vis2009/getdocument.asmx?no=256691665 |
| 31 липня 2024 10:00 | (21–9, 21–15)    |     |                   | Стадіон Ейфелевої вежі на Марсовому полі, Париж Attendance: 10,501 Referee(s): Аґнєшка Мишковська (POL), Руй Карвалью (POR) Report(s): https://www.fivb.org/vis2009/getdocument.asmx?no=256691665 |

| 31 липня 2024 17:00 | Пласетт – Рішар | 0–2 | Альварес – Морено | Стадіон Ейфелевої вежі на Марсовому полі, Париж Attendance: 10,677 Referee(s): Давіде Крешентіні (ITA), Браян Гіберт (CAN) Report(s): https://www.fivb.org/vis2009/getdocument.asmx?no=256691760 |
| 31 липня 2024 17:00 | (12–21, 15–21)  |     |                   | Стадіон Ейфелевої вежі на Марсовому полі, Париж Attendance: 10,677 Referee(s): Давіде Крешентіні (ITA), Браян Гіберт (CAN) Report(s): https://www.fivb.org/vis2009/getdocument.asmx?no=256691760 |

| 3 серпня 2024 12:00 | Альварес – Морено | 2–0 | Людвіґ – Ліппманн | Стадіон Ейфелевої вежі на Марсовому полі, Париж Attendance: 10,832 Referee(s): Браян Гіберт (CAN), Джованні Бейк (RSA) Report(s): https://www.fivb.org/vis2009/getdocument.asmx?no=256692961 |
| 3 серпня 2024 12:00 | (21–16, 21–19)    |     |                   | Стадіон Ейфелевої вежі на Марсовому полі, Париж Attendance: 10,832 Referee(s): Браян Гіберт (CAN), Джованні Бейк (RSA) Report(s): https://www.fivb.org/vis2009/getdocument.asmx?no=256692961 |

| 3 серпня 2024 16:00 | Пласетт – Рішар | 0–2 | Гюберлі – Бечарт | Стадіон Ейфелевої вежі на Марсовому полі, Париж Attendance: 10,181 Referee(s): Роберт Леко (SRB), Давіде Крешентіні (ITA) Report(s): https://www.fivb.org/vis2009/getdocument.asmx?no=256693054 |
| 3 серпня 2024 16:00 | (11–21, 8–21)   |     |                  | Стадіон Ейфелевої вежі на Марсовому полі, Париж Attendance: 10,181 Referee(s): Роберт Леко (SRB), Давіде Крешентіні (ITA) Report(s): https://www.fivb.org/vis2009/getdocument.asmx?no=256693054 |

### Лакі-лузери
В цій таблиці показано рейтинг команд, що на груповому етапі посіли треті місця. Перші дві з них потрапляють до наступного раунду автоматично. Решта команд змагаються за два місця, що залишилися. 3-тя команда грає з 6-ю, а 4-та з 5-ю.
| Поз | Grp | Team                        | Pld | W | L | Pts | SW | SL | SR    | SPW | SPL | SPR   | Кваліфікація         |
| --- | --- | --------------------------- | --- | - | - | --- | -- | -- | ----- | --- | --- | ----- | -------------------- |
| 1   | B   | Сюе – Ся (CHN)              | 3   | 1 | 2 | 4   | 4  | 4  | 1,000 | 146 | 137 | 1,066 | 1/8 фіналу           |
| 2   | A   | Готтарді – Менегатті (ITA)  | 3   | 1 | 2 | 4   | 3  | 4  | 0,750 | 126 | 117 | 1,077 | 1/8 фіналу           |
| 3   | D   | Мелісса – Бренді (CAN)      | 3   | 1 | 2 | 4   | 3  | 4  | 0,750 | 126 | 120 | 1,050 | Плей-оф лакі-лузерів |
| 4   | E   | Акіко – Ішії (JPN)          | 3   | 1 | 2 | 4   | 2  | 4  | 0,500 | 103 | 100 | 1,030 | Плей-оф лакі-лузерів |
| 5   | F   | Пласетт – Рішар (FRA)       | 3   | 1 | 2 | 4   | 2  | 4  | 0,500 | 89  | 118 | 0,754 | Плей-оф лакі-лузерів |
| 6   | C   | Германнова – Штохлова (CZE) | 3   | 1 | 2 | 4   | 2  | 5  | 0,400 | 107 | 127 | 0,843 | Плей-оф лакі-лузерів |

#### Плей-оф лакі-лузерів
| 3 серпня 2024 21:00 | Акіко – Ішії   | 2–0 | Пласетт – Рішар | Стадіон Ейфелевої вежі на Марсовому полі, Париж Attendance: 10,244 Referee(s): Брігем Біті (USA), Ван Ліцзюнь (CHN) Report(s): https://www.fivb.org/vis2009/getdocument.asmx?no=256693203 |
| 3 серпня 2024 21:00 | (21–15, 21–18) |     |                 | Стадіон Ейфелевої вежі на Марсовому полі, Париж Attendance: 10,244 Referee(s): Брігем Біті (USA), Ван Ліцзюнь (CHN) Report(s): https://www.fivb.org/vis2009/getdocument.asmx?no=256693203 |

| 3 серпня 2024 22:00 | Мелісса – Бренді | 2–0 | Германнова – Штохлова | Стадіон Ейфелевої вежі на Марсовому полі, Париж Attendance: 10,762 Referee(s): Жизелі Амантіну (BRA), Аґнєшка Мишковська (POL) Report(s): https://www.fivb.org/vis2009/getdocument.asmx?no=256693211 |
| 3 серпня 2024 22:00 | (21–15, 21–12)   |     |                       | Стадіон Ейфелевої вежі на Марсовому полі, Париж Attendance: 10,762 Referee(s): Жизелі Амантіну (BRA), Аґнєшка Мишковська (POL) Report(s): https://www.fivb.org/vis2009/getdocument.asmx?no=256693211 |

## Матчі на вибування

### Сітка
|  | 1/8 фіналу                 | 1/8 фіналу                |                           |   | Чвертьфінали            | Чвертьфінали            |          |          | Півфінали | Півфінали |  |  | Gold medal | Gold medal |
|  |                            |                           |                           |   |                         |                         |          |          |           |           |  |  |            |            |
|  | 5 серпня                   |                           |                           |   |                         |                         |          |          |           |           |  |  |            |            |
|  |                            |                           |                           |   |                         |                         |          |          |           |           |  |  |            |            |
|  | Ана Патрісія – Дуда (BRA)  | 2                         |                           |   |                         |                         |          |          |           |           |  |  |            |            |
|  | Ана Патрісія – Дуда (BRA)  | 2                         | 7 серпня                  |   |                         |                         |          |          |           |           |  |  |            |            |
|  | Акіко – Ішії (JPN)         | 0                         |                           |   |                         |                         |          |          |           |           |  |  |            |            |
|  | Акіко – Ішії (JPN)         | 0                         | Ана Патрісія – Дуда (BRA) | 2 |                         |                         |          |          |           |           |  |  |            |            |
|  | 5 серпня                   |                           | Ана Патрісія – Дуда (BRA) | 2 |                         |                         |          |          |           |           |  |  |            |            |
|  |                            | Тіна – Анастасія (LAT)    | 0                         |   |                         |                         |          |          |           |           |  |  |            |            |
|  | Мюллер – Тілльманн (GER)   | Тіна – Анастасія (LAT)    | 0                         | 1 |                         |                         |          |          |           |           |  |  |            |            |
|  | Мюллер – Тілльманн (GER)   |                           | 8 серпня                  | 1 |                         |                         |          |          |           |           |  |  |            |            |
|  | Тіна – Анастасія (LAT)     | 2                         |                           |   |                         |                         |          |          |           |           |  |  |            |            |
|  | Тіна – Анастасія (LAT)     | 2                         | Ана Патрісія – Дуда (BRA) | 2 |                         |                         |          |          |           |           |  |  |            |            |
|  | 4 серпня                   |                           | Ана Патрісія – Дуда (BRA) | 2 |                         |                         |          |          |           |           |  |  |            |            |
|  |                            | Маріафе – Кленсі (AUS)    | 1                         |   |                         |                         |          |          |           |           |  |  |            |            |
|  | Карол – Барбара (BRA)      | Маріафе – Кленсі (AUS)    | 1                         | 0 |                         |                         |          |          |           |           |  |  |            |            |
|  | Карол – Барбара (BRA)      | 6 серпня                  |                           | 0 |                         |                         |          |          |           |           |  |  |            |            |
|  | Маріафе – Кленсі (AUS)     | 2                         |                           |   |                         |                         |          |          |           |           |  |  |            |            |
|  | Маріафе – Кленсі (AUS)     | 2                         | Маріафе – Кленсі (AUS)    | 2 |                         |                         |          |          |           |           |  |  |            |            |
|  | 4 серпня                   |                           | Маріафе – Кленсі (AUS)    | 2 |                         |                         |          |          |           |           |  |  |            |            |
|  |                            | Есме – Зое (SUI)          | 1                         |   |                         |                         |          |          |           |           |  |  |            |            |
|  | Сюе – С. Ї. Ся (CHN)       | Есме – Зое (SUI)          | 1                         | 0 |                         |                         |          |          |           |           |  |  |            |            |
|  | Сюе – С. Ї. Ся (CHN)       |                           | 9 серпня                  | 0 |                         |                         |          |          |           |           |  |  |            |            |
|  | Есме – Зое (SUI)           | 2                         |                           |   |                         |                         |          |          |           |           |  |  |            |            |
|  | Есме – Зое (SUI)           | 2                         | Ана Патрісія – Дуда (BRA) | 2 |                         |                         |          |          |           |           |  |  |            |            |
|  | 4 серпня                   |                           | Ана Патрісія – Дуда (BRA) | 2 |                         |                         |          |          |           |           |  |  |            |            |
|  |                            | Мелісса – Бренді (CAN)    | 1                         |   |                         |                         |          |          |           |           |  |  |            |            |
|  | Г'юз – Ченґ (USA)          | Мелісса – Бренді (CAN)    | 1                         | 2 |                         |                         |          |          |           |           |  |  |            |            |
|  | Г'юз – Ченґ (USA)          | 6 серпня                  |                           | 2 |                         |                         |          |          |           |           |  |  |            |            |
|  | Готтарді – Менегатті (ITA) | 1                         |                           |   |                         |                         |          |          |           |           |  |  |            |            |
|  | Готтарді – Менегатті (ITA) | 1                         | Г'юз – Ченґ (USA)         | 0 |                         |                         |          |          |           |           |  |  |            |            |
|  | 4 серпня                   |                           | Г'юз – Ченґ (USA)         | 0 |                         |                         |          |          |           |           |  |  |            |            |
|  |                            | Гюберлі – Бечарт (SUI)    | 2                         |   |                         |                         |          |          |           |           |  |  |            |            |
|  | Ліліана – Паула (ESP)      | Гюберлі – Бечарт (SUI)    | 2                         | 0 |                         |                         |          |          |           |           |  |  |            |            |
|  | Ліліана – Паула (ESP)      |                           | 8 серпня                  | 0 |                         |                         |          |          |           |           |  |  |            |            |
|  | Гюберлі – Бечарт (SUI)     | 2                         |                           |   |                         |                         |          |          |           |           |  |  |            |            |
|  | Гюберлі – Бечарт (SUI)     | 2                         | Гюберлі – Бечарт (SUI)    | 1 |                         |                         |          |          |           |           |  |  |            |            |
|  | 5 серпня                   |                           | Гюберлі – Бечарт (SUI)    | 1 |                         |                         |          |          |           |           |  |  |            |            |
|  |                            | Мелісса – Бренді (CAN)    | 2                         |   | Матч за бронзові медалі | Матч за бронзові медалі |          |          |           |           |  |  |            |            |
|  | Альварес М – Морено (ESP)  | Мелісса – Бренді (CAN)    | 2                         | 2 | Матч за бронзові медалі | Матч за бронзові медалі |          |          |           |           |  |  |            |            |
|  | Альварес М – Морено (ESP)  | 7 серпня                  | 7 серпня                  | 2 |                         |                         | 9 серпня | 9 серпня |           |           |  |  |            |            |
|  | Стам – Схон (NED)          | 7 серпня                  | 7 серпня                  | 1 |                         |                         | 9 серпня | 9 серпня |           |           |  |  |            |            |
|  | Стам – Схон (NED)          | Альварес М – Морено (ESP) | 0                         | 1 | Маріафе – Кленсі (AUS)  | 0                       |          |          |           |           |  |  |            |            |
|  | 5 серпня                   | Альварес М – Морено (ESP) | 0                         |   | Маріафе – Кленсі (AUS)  | 0                       |          |          |           |           |  |  |            |            |
|  |                            | Мелісса – Бренді (CAN)    | 2                         |   | Гюберлі – Бечарт (SUI)  | 2                       |          |          |           |           |  |  |            |            |
|  | Мелісса – Бренді (CAN)     | Мелісса – Бренді (CAN)    | 2                         | 2 | Гюберлі – Бечарт (SUI)  | 2                       |          |          |           |           |  |  |            |            |
|  | Мелісса – Бренді (CAN)     |                           |                           | 2 |                         |                         |          |          |           |           |  |  |            |            |
|  | Нусс – Клот (USA)          | 0                         |                           |   |                         |                         |          |          |           |           |  |  |            |            |
|  | Нусс – Клот (USA)          | 0                         |                           |   |                         |                         |          |          |           |           |  |  |            |            |

### 1/8 фіналу
| 4 серпня 2024 09:00 | Сюе – С. Ї. Ся | 0–2 | Есме – Зое | Стадіон Ейфелевої вежі на Марсовому полі, Париж Attendance: 10,304 Referee(s): Роберт Леко (SRB), Маріко Сатомі (JPN) Report(s): https://www.fivb.org/vis2009/getdocument.asmx?no=256693282 |
| 4 серпня 2024 09:00 | (27–29, 16–21) |     |            | Стадіон Ейфелевої вежі на Марсовому полі, Париж Attendance: 10,304 Referee(s): Роберт Леко (SRB), Маріко Сатомі (JPN) Report(s): https://www.fivb.org/vis2009/getdocument.asmx?no=256693282 |

| 4 серпня 2024 17:00 | Карол – Барбара | 0–2 | Маріафе – Кленсі | Стадіон Ейфелевої вежі на Марсовому полі, Париж Attendance: 10,623 Referee(s): Брігем Біті (USA), Хуан Сааведра (COL) Report(s): https://www.fivb.org/vis2009/getdocument.asmx?no=256693404 |
| 4 серпня 2024 17:00 | (22–24, 14–21)  |     |                  | Стадіон Ейфелевої вежі на Марсовому полі, Париж Attendance: 10,623 Referee(s): Брігем Біті (USA), Хуан Сааведра (COL) Report(s): https://www.fivb.org/vis2009/getdocument.asmx?no=256693404 |

| 4 серпня 2024 18:00 | Ліліана – Паула | 0–2 | Гюберлі – Бечарт | Стадіон Ейфелевої вежі на Марсовому полі, Париж Attendance: 10,796 Referee(s): Аґнєшка Мишковська (POL), Жизелі Амантіну (BRA) Report(s): https://www.fivb.org/vis2009/getdocument.asmx?no=256693422 |
| 4 серпня 2024 18:00 | (21–23, 16–21)  |     |                  | Стадіон Ейфелевої вежі на Марсовому полі, Париж Attendance: 10,796 Referee(s): Аґнєшка Мишковська (POL), Жизелі Амантіну (BRA) Report(s): https://www.fivb.org/vis2009/getdocument.asmx?no=256693422 |

| 4 серпня 2024 22:00 | Г'юз – Ченґ           | 2–1 | Готтарді – Менегатті | Стадіон Ейфелевої вежі на Марсовому полі, Париж Attendance: 10,846 Referee(s): Ван Ліцзюнь (CHN), Jean Mukundyukuri (RWA) Report(s): https://www.fivb.org/vis2009/getdocument.asmx?no=256693459 |
| 4 серпня 2024 22:00 | (21–18, 17–21, 15–12) |     |                      | Стадіон Ейфелевої вежі на Марсовому полі, Париж Attendance: 10,846 Referee(s): Ван Ліцзюнь (CHN), Jean Mukundyukuri (RWA) Report(s): https://www.fivb.org/vis2009/getdocument.asmx?no=256693459 |

| 5 серпня 2024 09:00 | Мюллер – Тілльманн    | 1–2 | Тіна – Анастасія | Стадіон Ейфелевої вежі на Марсовому полі, Париж Attendance: 9,988 Referee(s): Руй Карвалью (POR), Маріко Сатомі (JPN) Report(s): https://www.fivb.org/vis2009/getdocument.asmx?no=256693482 |
| 5 серпня 2024 09:00 | (13–21, 21–17, 16–18) |     |                  | Стадіон Ейфелевої вежі на Марсовому полі, Париж Attendance: 9,988 Referee(s): Руй Карвалью (POR), Маріко Сатомі (JPN) Report(s): https://www.fivb.org/vis2009/getdocument.asmx?no=256693482 |

| 5 серпня 2024 13:00 | Альварес М – Морено   | 2–1 | Стам – Схон | Стадіон Ейфелевої вежі на Марсовому полі, Париж Attendance: 10,647 Referee(s): Харалампос Пападогулас (GRE), Сільвен Друар (FRA) Report(s): https://www.fivb.org/vis2009/getdocument.asmx?no=256693501 |
| 5 серпня 2024 13:00 | (18–21, 21–19, 15–13) |     |             | Стадіон Ейфелевої вежі на Марсовому полі, Париж Attendance: 10,647 Referee(s): Харалампос Пападогулас (GRE), Сільвен Друар (FRA) Report(s): https://www.fivb.org/vis2009/getdocument.asmx?no=256693501 |

| 5 серпня 2024 18:00 | Мелісса – Бренді | 2–0 | Нусс – Клот | Стадіон Ейфелевої вежі на Марсовому полі, Париж Attendance: 10,105 Referee(s): Хуан Сааведра (COL), Аґнєшка Мишковська (POL) Report(s): https://www.fivb.org/vis2009/getdocument.asmx?no=256693540 |
| 5 серпня 2024 18:00 | (21–19, 21–18)   |     |             | Стадіон Ейфелевої вежі на Марсовому полі, Париж Attendance: 10,105 Referee(s): Хуан Сааведра (COL), Аґнєшка Мишковська (POL) Report(s): https://www.fivb.org/vis2009/getdocument.asmx?no=256693540 |

| 5 серпня 2024 21:00 | Ана Патрісія – Дуда | 2–0 | Акіко – Ішії | Стадіон Ейфелевої вежі на Марсовому полі, Париж Attendance: 10,390 Referee(s): Жан Мукундіякурі (RWA), Ван Ліцзюнь (CHN) Report(s): https://www.fivb.org/vis2009/getdocument.asmx?no=256693571 |
| 5 серпня 2024 21:00 | (21–15, 21–16)      |     |              | Стадіон Ейфелевої вежі на Марсовому полі, Париж Attendance: 10,390 Referee(s): Жан Мукундіякурі (RWA), Ван Ліцзюнь (CHN) Report(s): https://www.fivb.org/vis2009/getdocument.asmx?no=256693571 |

### Чвертьфінали
| 6 серпня 2024 21:00 | Маріафе – Кленсі      | 2–1 | Есме – Зое | Стадіон Ейфелевої вежі на Марсовому полі, Париж Attendance: 10,216 Referee(s): Брігем Біті (USA), Жан Мукундіякурі (RWA) Report(s): https://www.fivb.org/vis2009/getdocument.asmx?no=256693715 |
| 6 серпня 2024 21:00 | (21–19, 16–21, 15–12) |     |            | Стадіон Ейфелевої вежі на Марсовому полі, Париж Attendance: 10,216 Referee(s): Брігем Біті (USA), Жан Мукундіякурі (RWA) Report(s): https://www.fivb.org/vis2009/getdocument.asmx?no=256693715 |

| 6 серпня 2024 22:00 | Г'юз – Ченґ   | 0–2 | Гюберлі – Бечарт | Стадіон Ейфелевої вежі на Марсовому полі, Париж Attendance: 10,524 Referee(s): Освальдо Сумавіль (ARG), Хуан Сааведра (COL) Report(s): https://www.fivb.org/vis2009/getdocument.asmx?no=256693729 |
| 6 серпня 2024 22:00 | (18–21 19–21) |     |                  | Стадіон Ейфелевої вежі на Марсовому полі, Париж Attendance: 10,524 Referee(s): Освальдо Сумавіль (ARG), Хуан Сааведра (COL) Report(s): https://www.fivb.org/vis2009/getdocument.asmx?no=256693729 |

| 7 серпня 2024 17:00 | Альварес М – Морено | 0–2 | Мелісса – Бренді | Стадіон Ейфелевої вежі на Марсовому полі, Париж Attendance: 10,365 Referee(s): Аґнєшка Мишковська (POL), Сільвен Друар (FRA) Report(s): https://www.fivb.org/vis2009/getdocument.asmx?no=256693817 |
| 7 серпня 2024 17:00 | (18–21, 18–21)      |     |                  | Стадіон Ейфелевої вежі на Марсовому полі, Париж Attendance: 10,365 Referee(s): Аґнєшка Мишковська (POL), Сільвен Друар (FRA) Report(s): https://www.fivb.org/vis2009/getdocument.asmx?no=256693817 |

| 7 серпня 2024 18:00 | Ана Патрісія – Дуда | 2–0 | Тіна – Анастасія | Стадіон Ейфелевої вежі на Марсовому полі, Париж Attendance: 10,775 Referee(s): Хосе Падрон (ESP), Роберт Леко (SRB) Report(s): https://www.fivb.org/vis2009/getdocument.asmx?no=256693837 |
| 7 серпня 2024 18:00 | (21–16, 21–10)      |     |                  | Стадіон Ейфелевої вежі на Марсовому полі, Париж Attendance: 10,775 Referee(s): Хосе Падрон (ESP), Роберт Леко (SRB) Report(s): https://www.fivb.org/vis2009/getdocument.asmx?no=256693837 |

### Півфінали
| 8 серпня 2024 17:00 | Гюберлі – Бечарт      | 1–2 | Мелісса – Бренді | Стадіон Ейфелевої вежі на Марсовому полі, Париж Attendance: 10,132 Referee(s): Ван Ліцзюнь (CHN), Жан Мукундіякурі (RWA) Report(s): https://www.fivb.org/vis2009/getdocument.asmx?no=256693977 |
| 8 серпня 2024 17:00 | (21–14, 20–22, 12–15) |     |                  | Стадіон Ейфелевої вежі на Марсовому полі, Париж Attendance: 10,132 Referee(s): Ван Ліцзюнь (CHN), Жан Мукундіякурі (RWA) Report(s): https://www.fivb.org/vis2009/getdocument.asmx?no=256693977 |

| 8 серпня 2024 21:00 | Ана Патрісія – Дуда   | 2–1 | Маріафе – Кленсі | Стадіон Ейфелевої вежі на Марсовому полі, Париж Attendance: 10,373 Referee(s): Давіде Крешентіні (ITA), Аґнєшка Мишковська (POL) Report(s): https://www.fivb.org/vis2009/getdocument.asmx?no=256694010 |
| 8 серпня 2024 21:00 | (20–22, 21–15, 15–12) |     |                  | Стадіон Ейфелевої вежі на Марсовому полі, Париж Attendance: 10,373 Referee(s): Давіде Крешентіні (ITA), Аґнєшка Мишковська (POL) Report(s): https://www.fivb.org/vis2009/getdocument.asmx?no=256694010 |

### Матч за бронзові медалі
| 9 серпня 2024 21:00 | Маріафе – Кленсі | 0–2 | Гюберлі – Бечарт | Стадіон Ейфелевої вежі на Марсовому полі, Париж Attendance: 9,241 Referee(s): Освальдо Сумавіль (ARG), Жизелі Амантіну (BRA) Report(s): https://www.fivb.org/vis2009/getdocument.asmx?no=256694078 |
| 9 серпня 2024 21:00 | (17–21, 15–21)   |     |                  | Стадіон Ейфелевої вежі на Марсовому полі, Париж Attendance: 9,241 Referee(s): Освальдо Сумавіль (ARG), Жизелі Амантіну (BRA) Report(s): https://www.fivb.org/vis2009/getdocument.asmx?no=256694078 |

### Матч за золоті медалі
| 9 серпня 2024 22:30 | Ана Патрісія – Дуда   | 2–1 | Мелісса – Бренді | Стадіон Ейфелевої вежі на Марсовому полі, Париж Attendance: 10,412 Referee(s): Аґнєшка Мишковська (POL), Роберт Леко (SRB) Report(s): https://www.fivb.org/vis2009/getdocument.asmx?no=256694082 |
| 9 серпня 2024 22:30 | (26–24, 12–21, 15–10) |     |                  | Стадіон Ейфелевої вежі на Марсовому полі, Париж Attendance: 10,412 Referee(s): Аґнєшка Мишковська (POL), Роберт Леко (SRB) Report(s): https://www.fivb.org/vis2009/getdocument.asmx?no=256694082 |

## Підсумкове положення
| Місце | Команди                          |
| ----- | -------------------------------- |
|       | Ана Патрісія – Дуда Лісбоа (BRA) |
|       | Мелісса – Бренді (CAN)           |
|       | Гюберлі – Бечарт (SUI)           |
| 4     | Маріафе – Кленсі (AUS)           |
| 5     | Тіна – Анастасія (LAT)           |
| 5     | Есме – Зое (SUI)                 |
| 5     | Альварес М – Морено (ESP)        |
| 5     | Г'юз – Ченґ (USA)                |
| 9     | Карол – Барбара (BRA)            |
| 9     | Сюе – С. Ї. Ся (CHN)             |
| 9     | Мюллер – Тілльманн (GER)         |
| 9     | Готтарді – Менегатті (ITA)       |
| 9     | Акіко – Ішії (JPN)               |
| 9     | Стам – Схон (NED)                |
| 9     | Ліліана – Паула (ESP)            |
| 9     | Нусс – Клот (USA)                |
| 17    | Германнова – Штохлова (CZE)      |
| 17    | Пласетт – Рішар (FRA)            |
| 19    | Банслі – Буковец (CAN)           |
| 19    | Абдельхаді – Ельгобаші (EGY)     |
| 19    | Вієйра – Шамеро (FRA)            |
| 19    | Людвіґ – Ліппманн (GER)          |
| 19    | Паулікєне – Раупеліте (LTU)      |
| 19    | Полетті – Мішель (PAR)           |